# リチャード・ダトロー・ジュニア
リチャード・ダトロー・ジュニア（Richard E. Dutrow, Jr、1959年8月5日 - ）はニューヨーク競馬協会に所属する調教師である。アメリカ合衆国・メリーランド州ヘイガーズタウン出身。姓はデュトローまたはデュトロウと表記される場合もある。

## 来歴・人物
1990年代に調教師となり、以降ニューヨーク地区を代表する調教師の一人で、3度のリーディングトレーナーに輝いている。
2005年、セイントリアムがブリーダーズカップ・クラシックを制してブリーダーズカップ初勝利を挙げた。
2008年、第9回ジャパンカップダートの招待を受諾したフロストジャイアントと共に初来日を果たし、管理馬の中央競馬初出走となった同競走では15番人気で12着だった。

## 主な表彰
- リーディングトレーナー（ニューヨーク競馬協会）

2001年、2002年、2005年

## 主な管理馬
- Saint Liam / セイントリアム（2005年ドンハンデキャップ、スティーブンフォスターハンデキャップ、ウッドワードステークス、ブリーダーズカップ・クラシック）
- Silver Train / シルヴァートレイン（2005年ブリーダーズカップ・スプリント）
- Kip Deville / キップデヴィル（2007年フランク・E・キルローマイルハンデキャップ、ブリーダーズカップ・マイル、2008年メイカーズマークマイルステークス、2009年ガルフストリームパークターフハンデキャップ）
- Big Brown / ビッグブラウン（2008年フロリダダービー、ケンタッキーダービー、プリークネスステークス）
- Frost Giant / フロストジャイアント（2008年サバーバンハンデキャップ）